# Aritmética de segundo orden
En la lógica matemática, la aritmética de segundo orden es una colección de sistemas axiomáticos que formalizan los números naturales y sus subconjuntos. La aritmética de segundo orden también puede verse como una versión débil de teoría de conjuntos en la que todo elemento es un número natural o un conjunto de números naturales.